# Доња Германија
Доња Германија (лат. Germania Inferior), била је римска провинција која се налазила на левој обали Рајне, у данашњој јужној и западној Холандији и западној Немачкој. Главна насеља у провинцији били су: Bona (Бон), Castra Vetera и Colonia Ulpia Traiana (близу Ксантена), Ulpia Noviomagus Batavorum, Trajectum ad Rhenum, и Colonia Agrippinensis (Келн) (главни град провинције).
Војска која је била стационирана у Доњој Германији позната је са натписа по скраћеници EX.GER.INF. (Exercitus Germania Inferior). Било је неколико римских легија стационирано стално у овој провинцији. Римска морнарица је редовно патролирала Рајном све до Северног мора и била је стационирана у Castra Vetera а касније у Agrippinensis.
Први сукоб између римске војске и народа Доње Германије започели су током Галског рата Јулија Цезара у Галији. Цезар је напао Доњу Германији 57. године п. н. е., и у следеће три године уништио неколико варварских племена у овој области. 
Доња Германија је добила стална римска насеља неколико година после овог Цезаровог рата. У почетку је била део Галије Белгике. 90. године Доња Германија је била проглашена за царску провинцију. То је и датум оснивања ове провинције. Јужно од Доње, налази се Горња Германија (Germania Superior). Дакле, Доња Германија је на карти „горе“. 
69. године Доња Германија је била потресена устанком Батаваца. Том приликом су уништени неки римски војни логори. И у каснијим временима долазило је до насељавања Германа из области источно од Рајне у ову провинцију. Била су чести и напади и разарања које су Германи вршили у Доњој Германији. Тако је Colonia Ulpia Traiana 275. године била готово уништена. Око 400. године, под притиском германских варвара управа у провинцији се потпуно обрушила: провинција је престала да постоји. 